# Peter Guthrie Tait
Peter Guthrie Tait (Dalkeith, 28 april 1831 - Edinburgh, 4 juli 1901) was een Schots wiskundig natuurkundige.

## Werk
Tait is het meest bekend is voor zijn boek op het gebied van de energiefysica Treatise on Natural Philosophy, verhandeling over de natuurfilosofie, dat hij samen schreef met Lord Kelvin. Deze natuurkundige had een theorie opgesteld over de rol van knopen in de ether.
Naar aanleiding daarvan begon Tait met de classificatie van alternerende knopen. Hierdoor werd hij een van de grondleggers van de knopentheorie, een deelgebied van de wiskunde, en droeg hij tevens aanzienlijk bij aan de uiteindelijke ontwikkeling van de topologie als een wiskundige discipline. In 1877 publiceerde hij een tabel met daarin alle mogelijke alternerende knopen met hooguit zeven kruisingen. In latere jaren kon hij deze tabel uitbreiden tot alle mogelijke alternerende knopen met een kruisingsgetal van tien of kleiner.
Naar aanleiding van dit werk uitte Tait het volgende naar hem genoemde vermoeden: Twee gereduceerde alternerende diagrammen van dezelfde knoop of schakel hebben hetzelfde aantal kruisingen.

## Boeken
- (en)  Wetenschappelijke artikelen vol. 1 (1898-1900)[1] kopie op het Internet Archive.
- (en)  Wetenschappelijke artikelen vol. 2 (1898-1900)[2] kopie op het Internet Archive.

## Privéleven
Tait was een enthousiast golfer. Van zijn zeven kinderen ontwikkelden twee, Frederick Guthrie Tait (1870-1900) en John Guthrie Tait (1861-1945) zich tot begaafde amateur golfkampioenen. Tait zelf had in 1891 een beroep gedaan op het magnuseffect om de invloed van de spin op de vlucht van een golfbal te verklaren.